# Самохвалова Тамара Вікторівна
Тамара Вікторівна Самохвалова (до шлюбу Давиде́нко; нар. 8 червня 1975; Пінськ, Білоруська РСР) — білоруська веслувальниця, бронзова призерка Олімпійських ігор 1996 року, призерка чемпіонатів світу. Заслужений майстер спорту Республіки Білорусь з академічного веслування.

## Біографія
Тамара Давиденко народилася 8 червня 1975 року в місті Пінськ, Берестейської області. Академічним веслуванням почала займатися у 14 років. Підготовку проходила у місцевій дитячо-юнацькій школі олімпійського резерву, а потім у мінському спортивному товаристві «Динамо».
За національну збірну Білорусі дебютувала у 1993 році. Вона взяла участь у молодіжному чемпіонаті світу, де посіла сьоме місце в розпашних четвірках. Також була в складі розпашної вісмірки з рульовим зайняла п'яте місце на дорослому чемпіонаті світу. Наступного року перемогла на Іграх доброї волі, що проходили в Санкт-Петербурзі. На чемпіонаті світу знову посіла п'яте місце в розпашній вісімці, а також виступила у двійці (дев'яте місце). Чемпіонат світу 1995 року був більш успішим для спортсменки. У складі четвірки вона стала бронзовою призеркою, а також посіла п'яте місце у вісіміках.
Вдалі виступи спортсменки дали їй можливість представити Білорусь на Олімпійських іграх 1996 року, що проходили в Атланті. Давиденко виступала у складі розпашного екіпажу-вісімки. Окрім неї, учасниками екіпажу були: Олена Микулич, Марина Знак, Наталія Волчек, Наталія Стасюк, Валентина Скрабатун, Наталія Лавриненко, Олександра Панкіна та рульова Ярослава Павлович. У фіналі цей екіпаж поступився збірним Румунії та Канади, ставши бронзовими призерами. За це досягнення спортсменка була нагородженна званням Заслуженого майстра спорту Республіки Білорусь.
У 2004 році було наступне вагоме досягнення спортсменки. Вона стала бронзовою призеркою чемпіонату світу в розпашній четвірці. Попри це, пройти кваліфікацію на Олімпійські ігри 2004 року Самохваловій не вдалося. Продовжувала виступи в національній збірній, але медалей на чемпіонатах світу більше не завойовувала, регулярно виступаючи у фіналах. Після провальної кваліфікації на Олімпійські ігри 2008 року вирішила завершити спортивну кар'єру.

## Виступи на Олімпіадах
| Олімпіада    | Дисципліна | Місце |
| ------------ | ---------- | ----- |
| Атланта 1996 | вісімки    | 3     |